# Биллунн (аэропорт)
Аэропорт Биллунн (дат. Billund Lufthavn; ИАТА: BLL, ИКАО: EKBI) — гражданский аэропорт в Дании, расположенный в 1,9 км к северо-востоку от города Биллунн в регионе Южная Дания. Единственный международный аэропорт в Южной Дании, расположенный в окрестностях парка развлечений Леголанд.
Аэропорт является вторым по объёму пассажиропотока в Дании после аэропорта Каструп в Копенгагене. За 2013 год аэропорт обслужил свыше 2,8 миллионов человек. Используется для регулярных и чартерных рейсов, а также грузоперевозок.

## История
Идея создания гражданского аэропорта в Биллунне появилась в 1961 году, когда владелец компании LEGO Готфрид Кирк Кристиансен построил к северу от своего завода взлетную полосу длиной 800 м, а также ангар. Заинтересованность в проекте проявили близлежащие коммуны, которые вошли в состав собственников нового аэропорта и приняли участие в преобразовании частного аэродрома в гражданский аэропорт.
Строительство аэропорта началось в 1964 году и было завершено 1 ноября того же года. Аэропорт состоял из одной взлетно-посадочной полосы размером 1660 на 45 м, небольшой платформы для обслуживания рейсов и башни с центром обслуживания полетов. Пассажирский терминал был открыт только весной 1966 году, до этого момента пассажиры размещались в ангаре LEGO. В дальнейшем аэропорт расширялся, были построены здания нового терминала, зона tax-free, парковки и другие инфраструктурные объекты.
В 1997 году к северу от старого здания аэропорта был построен новый пассажирский терминал площадью 40 000 м2, способный принимать до 3,5 млн пассажиров в год. Старое здание аэропорта стало использоваться для приема частной авиации, а также грузоперевозок. В том же 1997 году было реорганизовано управление аэропортом, создана управляющая компания Billund Airport A/S, акционерами которой стали соседние муниципалитеты. По состоянию на 1 января 2007 году, собственниками компании были следующие коммуны: Вайле (34,3%), Коллинг (25,9%), Биллунн (15%), Хорсенс (10,7%), Фредерисия (6,9%), Икаст-Бранне (1%), Хеденстед (6,1%), Сканнерборг (0,1%).
В 2008 году была реконструирована взлетная полоса аэропорта, в результате она была удлинена. Реконструкция прошла в рекордно короткий срок, она заняла всего 14 часов и не потребовала закрытия взлетной полосы. Реконструкция аэропорта способствовала росту пассажиропотока и развитию маршрутной сети аэропорта. Решающую роль в этом сыграли компании KLM, которая перевозила около 200 тысяч пассажиров в год по маршруту Биллунн-Амстердам, а также Ryanair, в 2012 году запустившая пять новых регулярных рейсов из Биллунна, доведя общее число регулярных рейсов из аэропорта до 19.

## Инфраструктура
В настоящий момент инфраструктура аэропорта позволяет принимать более двух миллионов пассажиров в год, а также несколько миллионов тонн грузов. Основная взлетно-посадочная полоса аэропорта в состоянии принимать самолеты класса Boeing 747, однако большинство рейсов выполняется на самолетах меньшего размера, таких как ATR-42, Boeing 757 и Boeing 737. Самолеты Boeing 747 в настоящее время приземляются в аэропорту в рамках грузоперевозок. В 2011-2012 годах аэропорт стал принимать такие дальнемагистральные самолеты как Boeing 767, Boeing 737 и Airbus A330, которые используются несколькими чартерными авиакомпаниями для полетов на Шри-Ланку, в Мексику, Таиланд и Египет.
На территории аэропорта расположено шесть парковочных зон, названные в честь стран мира: США, Австралия, Кения, Испания, Египет и Гренландия. Три парковки расположены в шаговой доступности от аэропорта, три остальных связаны с аэропортом автобусным сообщением. Вблизи от аэропорта также расположена ещё одна парковочная зона, соединенная с аэропортом двумя пешеходными мостами. Также функционирует круглосуточная АЗС, работающая по принципу самообслуживания.

## Авиакомпании и направления

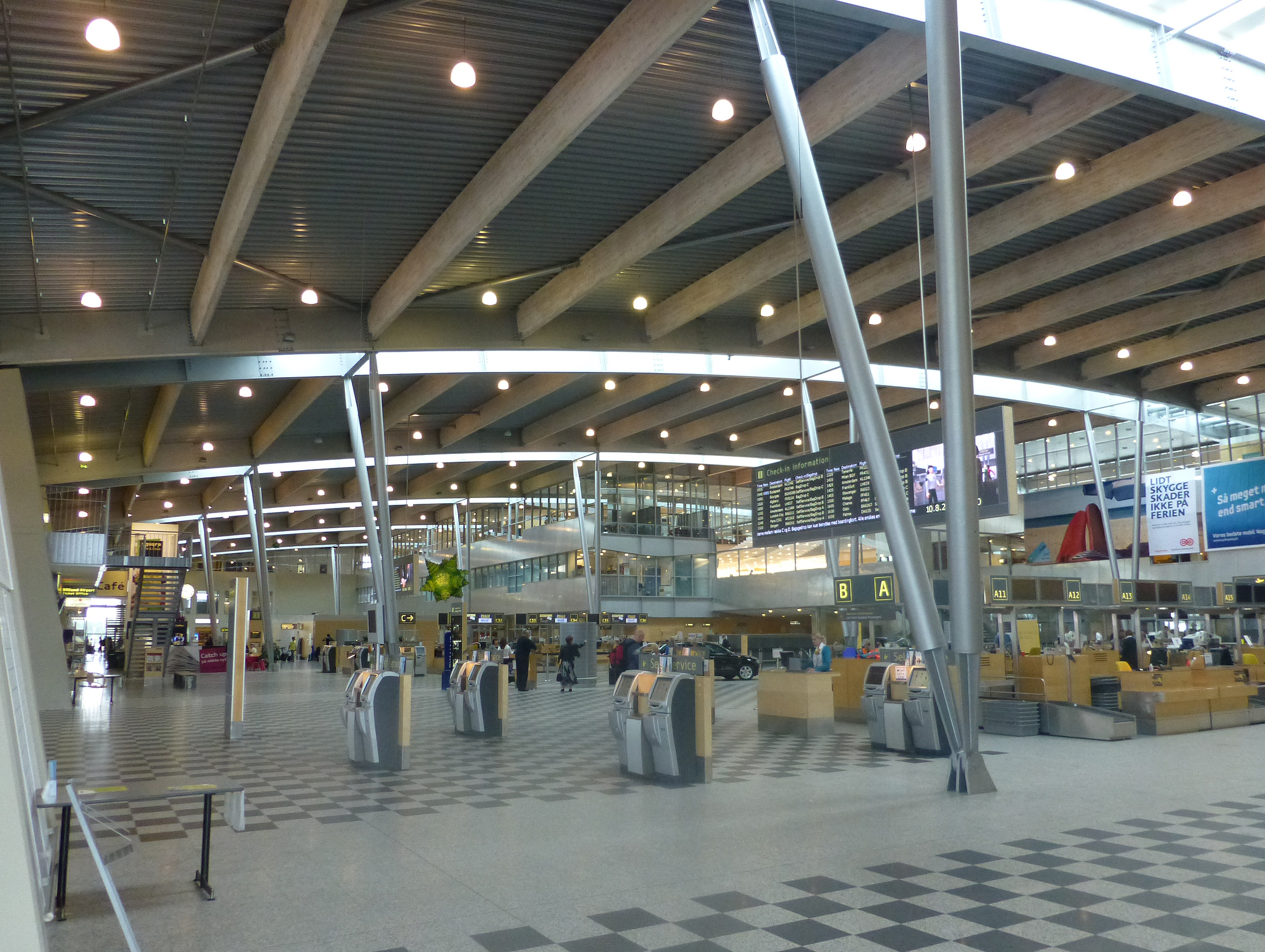
Зал регистрации в аэропорту Биллунн

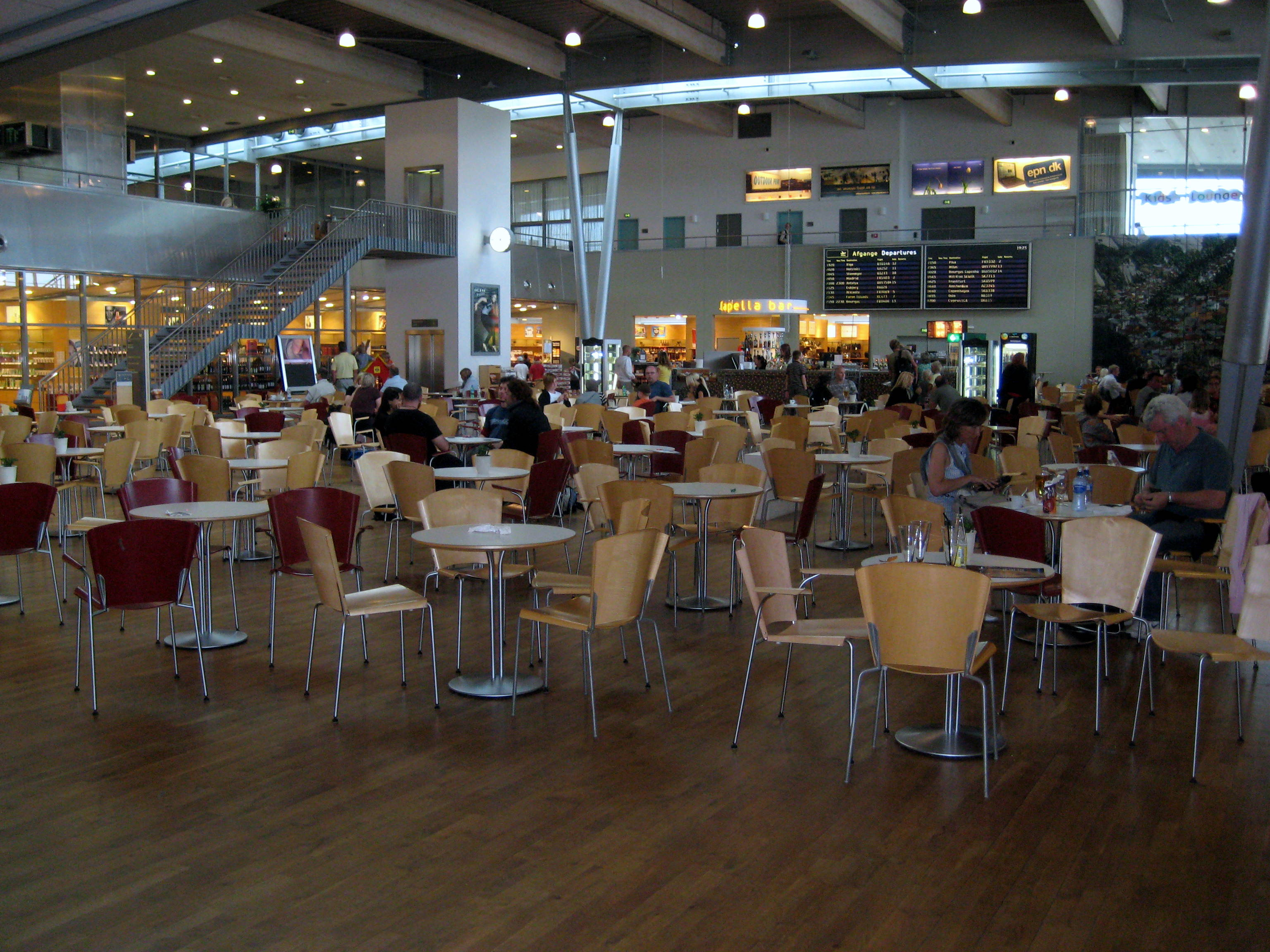
Кафе в аэропорту Биллунн

## Наземный транспорт
Аэропорт расположен в 3 км от Биллунна, в 28 км от Вайле, в 41 км от Коллинга, в 61 км от Эсбьерга и 98 км от Орхуса. Из аэропорта в Хорсенс, Орхус и Сканнерборг отправляются фирменные автобусы аэропорта. Другие направления обслуживают восемь автобусных компаний, обеспечивающие автобусное сообщение с окрестными городами.